# النصير (أسماء الله الحسنى)
‌النصير من أسماء الله الحسنى، ومعناه: "النَّاصِر" ، ونصر الله جل وعلا وعد عليه حقاً، كما قال جل شأنه: ﴿وَكَانَ حَقًّا عَلَيْنَا نَصْرُ الْمُؤْمِنِينَ﴾، أي: نصرة المؤمنين بإنجائهم، وقيل: نصرة المؤمنين بالذب عنهم، ودفع العذاب عنهم.
ولذا قال الله لنبيه عليه الصلاة والسلام:﴿وَيَنْصُرَكَ اللَّهُ نَصْرًا عَزِيزً﴾ ، أي: "نصراً مع عز، لا ذل فيه"  ، فتحقق النصر، حين قال الرب ‌النصير:﴿إِذَا جَاءَ نَصْرُ اللَّهِ وَالْفَتْحُ﴾ ، والفتح هو فتح مكة، وكان النصر فيه.
وتحقق نصرة الله جل وعز، فهي مشروطة بنصرة نبي الله ودينه، قال تعالى:﴿يَا أَيُّهَا الَّذِينَ آمَنُوا إِنْ تَنْصُرُوا اللَّهَ يَنْصُرْكُمْ﴾ ، والنصرة من الله: "الْحِفْظ ‌وَالْهِدَايَة". وقد وعد اللَّه من ينصره بالنصر والتأييد، فمن نصر اللَّه بالقيام بدينه والدعوة إليه، وجهاد أعدائه، وقصد بذلك وجه اللَّه، نصره اللَّه وأعانه وقوّاه، واللَّه وعده وهو الكريم، وهو أصدق قيلاً، وأحسن حديثاً، فقد وعد أن الذي ينصره بالأقوال والأفعال سينصره مولاه، ويُيَسِّرُ له أسباب النصر من الثبات وغيره.

## معنى النصير في اللغة
النَّصْرُ: هو إتيان خير وإيتاؤه، يقال: نصر الله المسلمين أي آتاهم الظفر على عدوهم، ونصر فلان بلده كذا إذا أتاها.
والنَّصِير: النَّاصِر؛ وَالْجَمْعُ أَنْصَار مِثْلُ شَرِيف وأَشرافٍ، والنُّصْرة: حُسْن المَعُونة ، والنَّصِير فَعِيلٌ بِمَعْنَى فاعِل أَو مَفْعُولٍ لأَن كُلَّ وَاحِدٍ مِنَ المتَناصِرَيْن ناصِر ومَنْصُور.
والنَّصْرُ: إعانة المظلوم، والنصير: النَّاصِر ، ‌نَصَرَه ‌يَنْصُره ‌نَصْراً، ورَجُلٌ ناصِرٌ من قوْمٍ نُصَّارٍ ونَصْرٍ وأَنْصَارِ.
و(استنصره) على عدوه، أي ‌سأله ‌أن ‌يَنْصُرَهُ ‌عليه. وتَناصَروا: نَصَرَ بعضُهم بعضاً.
وَ (انْتَصَرَ) مِنْهُ: انْتَقَمَ.

## الناصر والنصير في القرآن والسنة

### أولاً: الدليل منالقرآن الكريم
سمى نفسه تبارك وتعالى باسم ‌النصير فقال:
1. قوله تعالى:﴿وَكَفَى بِرَبِّكَ هَادِيًا وَنَصِيرًا﴾.
2. قولُه سُبحانَه: ﴿فَاعْلَمُواْ أَنَّ اللهَ مَوْلَاكُمْ نِعْمَ الْمَوْلَى وَنِعْمَ ‌النَّصِيرُ﴾.
3. وقوله تعالى: ﴿وَاعْتَصِمُوا بِاللَّهِ هُوَ مَوْلاكُمْ فَنِعْمَ الْمَوْلَى وَنِعْمَ ‌النَّصِيرُ﴾.
4. وقوله عَزَّ وجَلَّ: ﴿بَلِ اللَّهُ مَوْلَاكُمْ وَهُوَ خَيْرُ النَّاصِرِينَ﴾ .
5. وقوله تعالى: ﴿وَاللَّهُ أَعْلَمُ بِأَعْدَائِكُمْ وَكَفَى بِاللَّهِ وَلِيًّا وَكَفَى بِاللَّهِ نَصِيرًا﴾.
والله عز وجل هو ‌النصير الذي ينصر عباده المؤمنين ويعينهم كما قال عز وجل: ﴿إِن يَنصُرْكُمُ اللهُ فَلَا غَالِبَ لَكُمْ وَإِن يَخْذُلْكُمْ فَمَن ذَا الَّذِي يَنصُرُكُم مِّن بَعْدِهِ وَعَلَى اللهِ فَلْيَتَوَكِّلِ الْمُؤْمِنُونَ﴾، وقال عز وجل: ﴿إِن تَنصُرُوا اللَّهَ يَنصُرْكُمْ وَيُثَبِّتْ أَقْدَامَكُمْ﴾، ﴿إِنَّا لَنَنصُرُ رُسُلَنَا وَالَّذِينَ آمَنُوا فِي الْحَيَاةِ الدُّنْيَا وَيَوْمَ يَقُومُ الأَشْهَادُ﴾، ﴿وَيَوْمَئِذٍ يَفْرَحُ الْمُؤْمِنُون بِنَصْرِ اللَّهِ يَنصُرُ مَن يَشَاء وَهُوَ الْعَزِيزُ الرَّحِيمُ﴾، ﴿وَلَيَنصُرَنَّ اللَّهُ مَن يَنصُرُهُ إِنَّ اللَّهَ لَقَوِيٌّ عَزِيزٌ﴾، ﴿وَكَانَ حَقًّا عَلَيْنَا نَصْرُ الْمُؤْمِنِينَ﴾، ﴿مَن كَانَ يَظُنُّ أَن لَّن يَنصُرَهُ اللَّهُ فِي الدُّنْيَا وَالْآخِرَةِ فَلْيَمْدُدْ بِسَبَبٍ إِلَى السَّمَاء ثُمَّ لِيَقْطَعْ فَلْيَنظُرْ هَلْ يُذْهِبَنَّ كَيْدُهُ مَا يَغِيظُ﴾،ونصرة الله للعبد ظاهرة من هذه الآيات وغيرها فهو ينصر من ينصره ويعينه ويسدده.

### ثانياً: الدليل من السنة
1. حَدِيثُ عبدِ اللهِ بنِ عُمرَ -رضيَ اللهُ عنهما- مرفوعًا: (... صَدَق الله وعْدَه، ونَصَرَ عَبْدَه، وهزَمَ الأحزابَ وَحْدَه).
2. عن بَهْزِ بن حكيم، عن أبيه، عن جدِّه، قال: أتيتُ النبيَّ -صلى الله عليه وسلم-: (..... كلُّ المُسْلِمِ عَنْ مُسْلِمٍ مُحَرَّم أَخَوانِ نَصِيرانَ).
3. عن قتادة عن أنس قال: كان رسول الله إذا غزا قال: (اللهم أنت عَضُدي ونصيري، بك أحول، وبك أصول، وبك أقاتل).

## أقوال العلماء في تفسير اسم النصير
1. قال الطبري في قوله سُبْحَانَهُ: {بَلِ اللَّهُ مَوْلَاكُمْ}: (وليكم وناصركم على أعدائه الذين كفروا، وقال في قوله سُبْحَانَهُ: {وَكَفَى بِاللَّهِ وَلِيًّا وَكَفَى بِاللَّهِ نَصِيرًا}، وحسبكم بالله ناصرًا لكم على أعدائكم وأعداء دينكم، وعلى من بغاكم الغوائل، وبغى دينكم العوج).
2. وقال الزَّجَّاجيُّ: (النَّصيرُ والنَّاصِرُ والمَولى: سَواءٌ؛ فجاز الجَمعُ بينهما؛ لاختلافِ الألفاظِ).
3. وقال القرطبي: (وله معان، منها: العون، يقال: نصره الله على عدوه ينصره نصرًا، فهو ناصر ونصير للمبالغة، والاسم: النصرة، والنصير: الناصر).
4. وقال الأصْبهاني: "النَّصير والنَّاصر" بمعنى، ومعناه: ينصرُ المؤمنين على أعْدائهم، ويُثبِّتُ أقْدَامهم عند لقاء عَدُوهم، ويُلقي الرُّعبَ في قلوب عدوهم.
5. وقال ابن كثير: (فَنِعْمَ الْمَوْلَى وَنِعْمَ النَّصِيرُ): يعني نِعْم الولي، ونعم النَّاصر مِنَ الأعداء.
6. وقال الخطَّابيُّ: (المَوْلى: النَّاصِرُ: والمُعِينُ، وكذلك النَّصيرُ: فَعيلٌ بمعنى فاعِلٍ، كما تقولُ: قديرٌ وقادِرٌ، وعليمٌ وعالمٌ. كقَولِه تعالى:﴿وَاعْتَصِمُوا بِاللَّهِ هُوَ مَوْلَاكُمْ فَنِعْمَ الْمَوْلَى وَنِعْمَ النَّصِيرُ﴾.
7. وقال السعدي:﴿وَنِعْمَ النَّصِيرُ﴾: الذي ينصرهم، فيدفع عنهم كيد الفجار، وتكالب الأشرار.
8. وقال الحليميُّ: (منها النَّصيرُ: وهو الموثوقُ منه بألَّا يُسلِمَ وَلِيَّه ولا يَخْذُلَه).
9. وقال الشِّنقيطيُّ: النَّصيرُ: «فَعيلٌ» بمعنى «فاعِلٍ»، بمعنى النَّاصِرِ، وأصلُ النَّصرِ في لغةِ العَرَبِ: إعانةُ المظلومِ، وتخليصُه بالإعانةِ مِن الظُّلمِ؛ فإنَّه جَلَّ وعلا كأنَّه في هذه الآيةِ بيَّن الثَّناءَ على نَفْسِه الثَّناءَ الكامِلَ الذي يستحِقُّه في وَلايتِه لأوليائِه، ونَصْرِه لهم.

## الآثار الإيمانية باسم الله النصير
1. إنَّ الله تعالى هو (النَّصير) الذي يَنْصر رُسَله وأنبياءه؛ وأتباعهم مِنَ المؤمنين، وأنه تعالى مَصْدر النّصْر الحقيقي، فالمنْصور: مَنْ نصَرَه، والمَخْذول المهزوم: مَنْ خَذَله، قال القرطبي: (فيجبُ على كلِّ مُكلف، أنْ يعتقد أنَّ النَّصر على الإطلاق إنما هو لله تعالى، كما قال: ﴿إِن يَنصُرْكُمُ اللّهُ فَلاَ غَالِبَ لَكُمْ﴾، وأنَّ الخُذلان منه).
2. فهذه نُصْرة الله لعباده، أما نُصرة العبد لربِّه؛ فهي: عبادته والقيام بحقوقه، ورعاية عُهُوده، واجتناب نهيه، قال تعالى: ﴿إِن تَنصُرُوا اللَّهَ يَنصُرْكُمْ وَيُثَبِّتْ أَقْدَامَكُمْ﴾. قال القرطبي: فإنْ قيل: كيف قال تعالى: ﴿إِن تَنصُرُوا اللَّهَ يَنصُرْكُمْ وَيُثَبِّتْ أَقْدَامَكُمْ﴾ والنَّصر هو العَون، والله سبحانه لا يجوز عونه قولاً؛ ولا يُتصوَّر فعلاً؟ فالجواب: من أوجه: أحدها: إنْ تَنْصُروا دينَ الله بالجهاد عنه، يَنصركم. والثاني: إنْ تَنْصروا أولياءَ اللهِ بالدعاء. والثالث: إنْ تَنْصروا نبيَّ الله، وأضافَ النصرَ إلى الله؛ تشريفاً للنبي صلى الله عليه وسلم وأوليائه وللدّين، كما قال تعالى: ﴿مَّن ذَا الَّذِي يُقْرِضُ اللّهَ قَرْضاً حَسَناً﴾، فأضافَ القَرضَ إليه؛ تسليةً للفقير.
3. والله تعالى قادرٌ على نصرة دينه، فإنه نصر عبده، وأعزَّ جنده، وهزَمَ الأحزاب وحده، فإنه القوي القادر على كل شيء، ولكنه ابتلى عباده بذلك، ليظهر من ينصر دينه وشرعه ممن يتولى عن نصرته، قال سبحانه:﴿ذَلِكَ وَلَوْ يَشَاءُ اللَّهُ لَانتَصَرَ مِنْهُمْ وَلَكِن لِّيَبْلُوَ بَعْضَكُم بِبَعْضٍ﴾، وقال: ﴿إِلاَّ تَنصُرُوهُ فَقَدْ نَصَرَهُ اللّهُ﴾.
4. كان النبي صلى الله عليه وسلم إذا غَزَا قال: (اللهمَّ أنتَ عَضُدِي ونصيري، بكَ أحولُ، وبكَ أَصُولُ، وبكَ أُقاتلُ) ، قال الترمذي: قوله: "عَضُدي": يعني عَوني.
5. وكان يقولُ في دُعائه صلى الله عليه وسلم: (لا إله إلا اللهُ وحْده، أعزَّ جُنْده، ونَصَرَ عبْده، وغَلبَ الأحْزابَ وحدَه، فلا شيءَ بعده). ولما ثَقُلت على أصحابِ رسولِ الله صلى الله عليه وسلم شروط "الحُدَيْبية"؛ قال عمرُ بن الخطاب رضي الله عنه: فأتيتُ نبيَّ الله صلى الله عليه وسلم؛ فقلتُ: ألسْتَ نبيَّ الله صلى الله عليه وسلم؟ قال: بلى، قلتُ: ألسْنا على الحقِّ؛ وعدُونا على الباطل؟ قال: بلى، قلت: فَلِمَ نُعْطِ الدَّنيَّة في دِيننا إذاً ؟! قال: "إنِّي رسولُ الله، ولسْتُ أعْصِيه، وهو نَاصِري…".